# جينا هيكت
جينا هيكت (بالإنجليزية: Gina Hecht)‏ هي ممثلة أمريكية، ولدت في 6 ديسمبر 1953 بهيوستن في الولايات المتحدة.

## أعمال

### أفلام
- (2008) 7 أرطال[1][2]

## وصلات خارجية
- جينا هيكت على موقع IMDb (الإنجليزية)
- جينا هيكت على موقع ألو سيني (الفرنسية)
- جينا هيكت على موقع أول موفي (الإنجليزية)
- جينا هيكت على موقع قاعدة بيانات الأفلام السويدية (السويدية)
- جينا هيكت على موقع قاعدة بيانات الفيلم (الإنجليزية)
- جينا هيكت على موقع كينوبويسك (الروسية)